# Ailuroedus arfakianus
L'uccello gatto degli Arfak (Ailuroedus arfakianus Meyer, 1874) è un uccello passeriforme della famiglia Ptilonorhynchidae.

## Etimologia
Il nome scientifico della specie, arfakianus, rappresenta un chiaro riferimento all'areale di diffusione di questi uccelli: il loro nome comune altro non è che la traduzione di quello scientifico.

## Descrizione

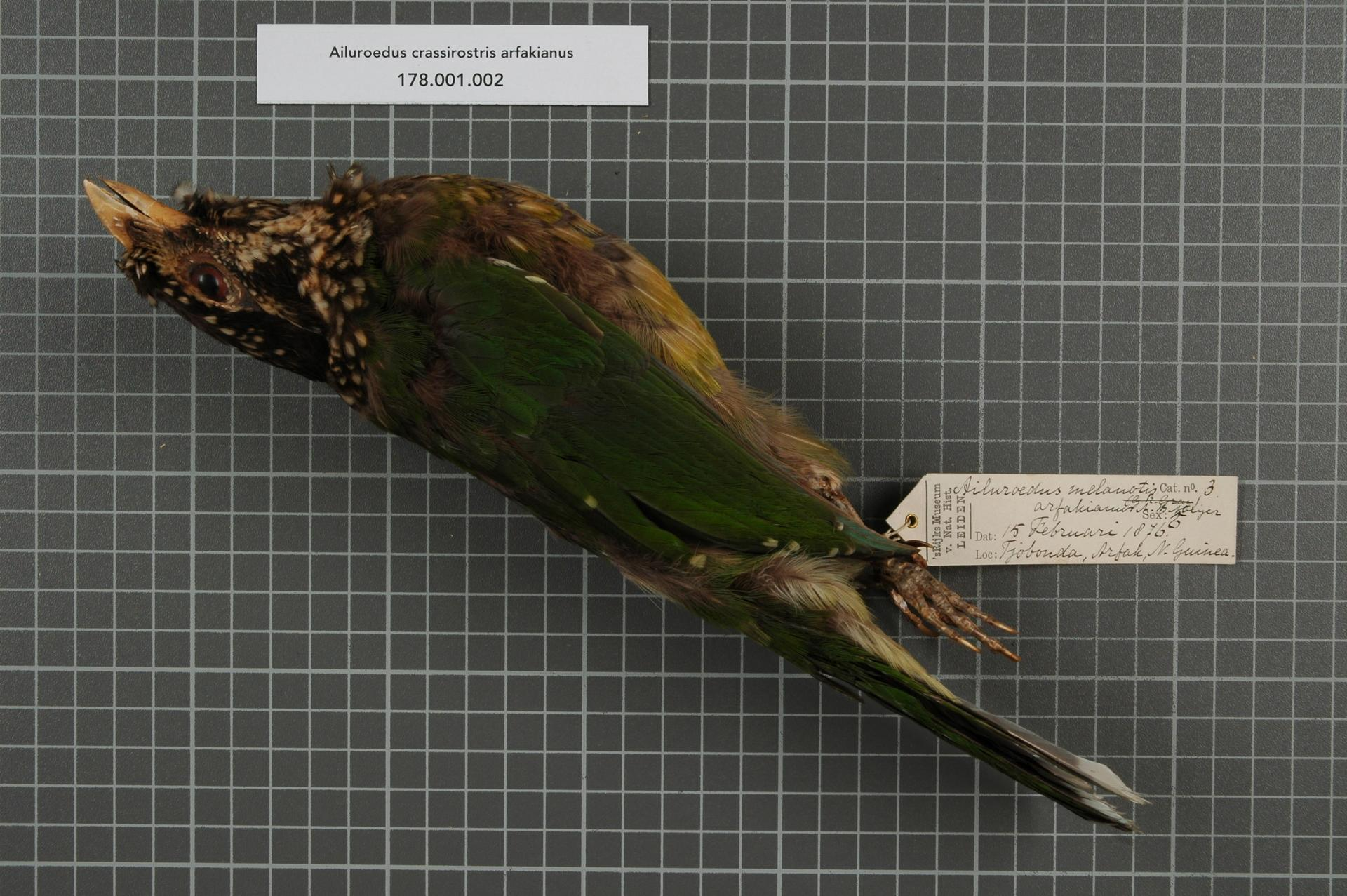
Veduta laterale di esemplare impagliato.

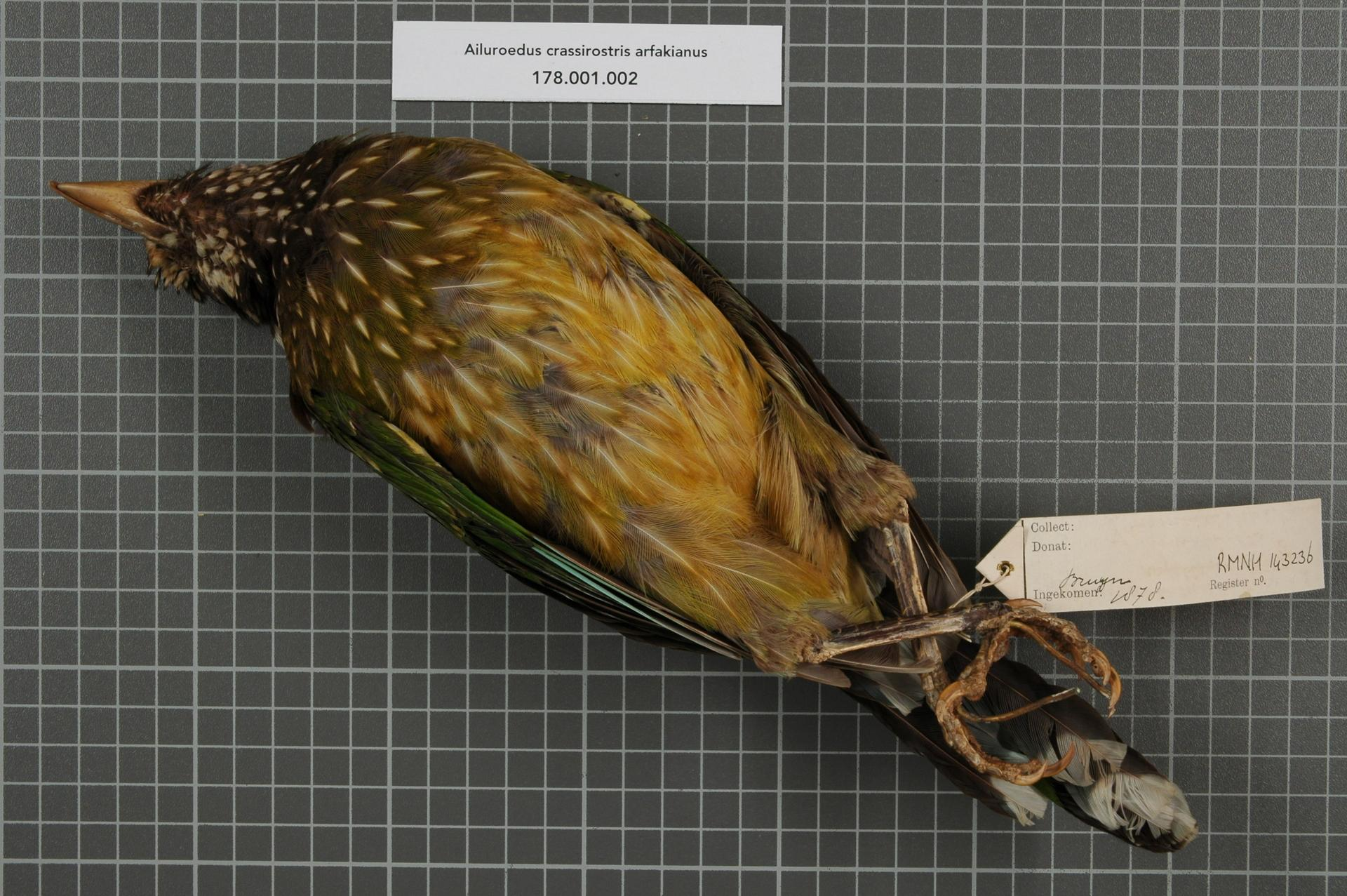
Veduta ventrale di esemplare impagliato.

### Dimensioni
Misura 29 cm di lunghezza, per 140-205 g di peso: a parità d'età, i maschi sono leggermente più grossi e robusti rispetto alle femmine.

### Aspetto
Si tratta di uccelli dall'aspetto massiccio e robusto, muniti di testa piccola e arrotondata con becco forte e robusto di forma conica, lievemente ricurvo verso il basso nella sua parte distale, zampe allungate e robuste, ali lunghe e digitate e coda piuttosto lunga, sottile e di forma rettangolare.
Il piumaggio si presenta di color caffè su fronte, vertice, nuca (dove le penne sono biancastre, con orlo scuro), guance e area fra gola e petto (anche qui con effetto screziato), mentre il resto della testa è di colore bianco sporco: il petto è bruno-giallastro, con singole penne chiare orlate di scuro, e la colorazione sfuma nel giallo oro su ventre e fianchi. Dorso, ali e coda sono di colore verde smeraldo, le ultime due con punta delle penne di colore bianco.
Il becco è di colore grigio-giallastro, con base e punta di colore più scura e tendente al nero-bluastro: le zampe sono di colore grigio-azzurrino, mentre gli occhi sono di colore rosso cupo. 

## Biologia
La specie presenta abitudini di vita essenzialmente diurne, passando gran parte della giornata muovendosi cautamente attraverso il proprio territorio alla ricerca di cibo, pronta a rifugiarsi nel folto della vegetazione al minimo segnale di pericolo, ma anche a scacciare energicamente eventuali intrusi conspecifici. Gli uccelli gatto degli Arfak vivono perlopiù in coppie, diventando maggiormente territoriali durante il periodo degli amori.

### Alimentazione
L'uccello gatto degli Arfak è un animale virtualmente onnivoro, la cui dieta si compone in massima parte di frutta e bacche mature e solo in misura minore di altri alimenti di origine vegetale (fiori, foglioline, granaglie) ed anche animale (grossi insetti ed altri invertebrati, piccoli vertebrati): il cibo viene reperito indifferentemente al suolo o fra i rami di alberi e cespugli.

### Riproduzione
Soprattutto a causa del fatto che a lungo questi uccelli siano stati considerati come una sottospecie, essi non sono stati finora studiati in maniera esauriente: pertanto, mancano dati riguardo alle loro abitudini riproduttive:, sebbene si abbia motivo di ritenere che esse non differiscano in maniera significativa da quanto osservabile fra le specie congeneri. 

## Distribuzione e habitat
L'uccello gatto degli Arfak è endemico della Papua Occidentale, della quale (come del resto intuibile sia dal nome comune che dal nome scientifico) popola i monti Arfak, ma anche le altre montagne della penisola di Doberai (monti Tamrau, monti Fakfak, monti Kumawa, monti Wandammen): una popolazione di questi uccelli è inoltre present sull'isola di Misool, nell'arcipelago delle Raja Ampat.
L'habitat di questi uccelli è rappresentato dalla foresta pluviale pedemontana e montana, con predilezione per le aree di foresta primaria o secondaria (purché ben matura).

## Tassonomia
Se ne riconoscono due sottospecie:

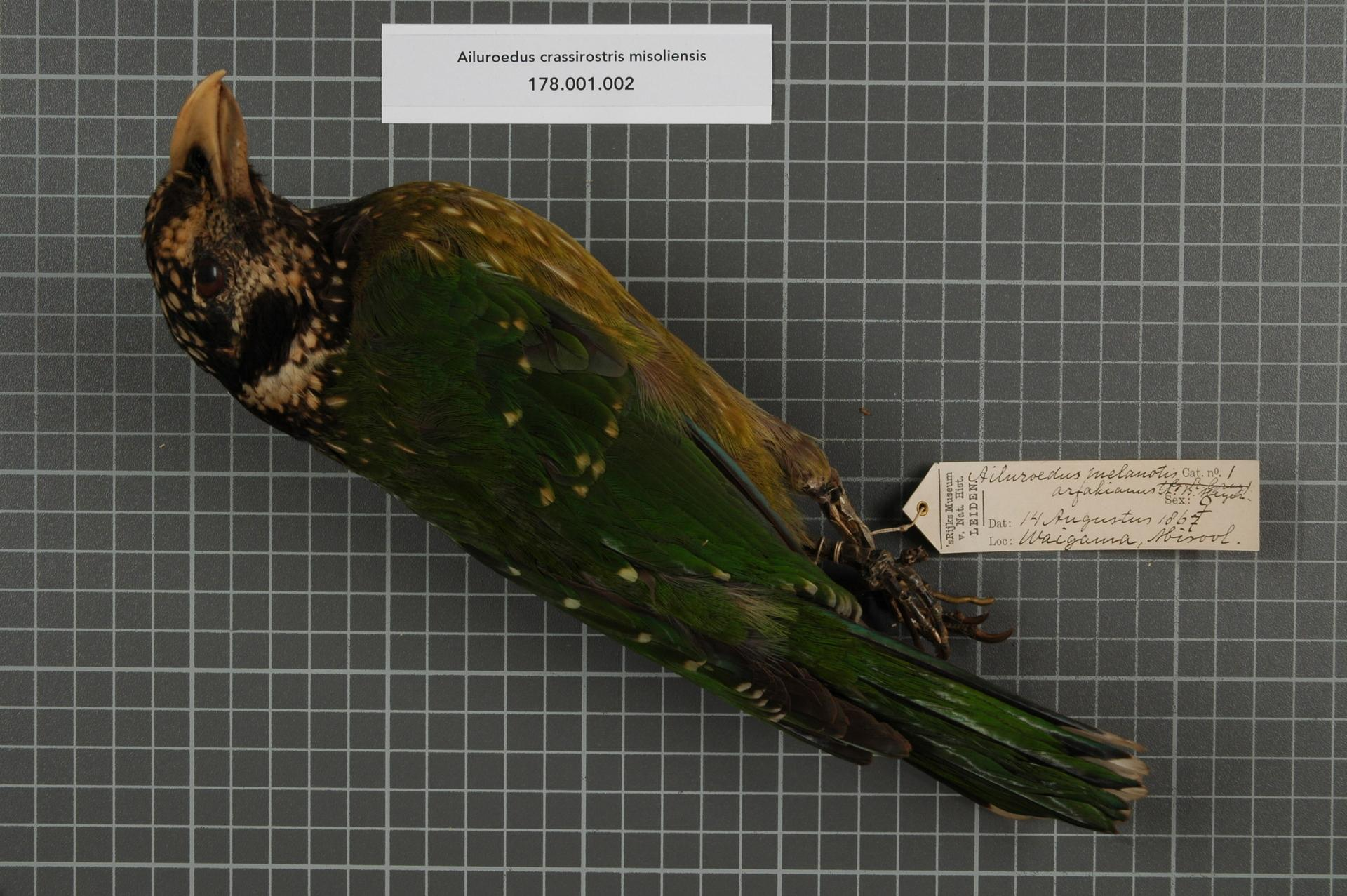
Esemplare impagliato della sottospecie misoliensis.

- Ailuroedus arfakianus misoliensis Mayr & Meyer de Schauensee, 1939 - endemica di Misool;
- Ailuroedus arfakianus arfakianus Meyer, 1874 - la sottospecie nominale, diffusa nella maggior parte dell'areale occupato dalla specie;

Le popolazioni della porzione sud-orientale dell'areale occupato dalla specie presentano status tassonomico incerto, ed andrebbero sottoposte ad ulteriori esami atti a chiarirne la posizione filetica.
Fino a tempi recenti, l'uccello gatto degli Arfak veniva considerato una sottospecie dell'uccello gatto guancenere (addirittura con la sottospecie misoliensis sinonimizzata con la sottospecie nominale di quest'ultimo): sebbene alcuni continuino a mantenere questo tipo di classificazione, gli esami di carattere genetico hanno tuttavia evidenziato una distanza filetica fra i due taxa ritenuta tale da giustificare l'elevazione di questi uccelli al rango di specie a sé stante.